# Nesles-la-Montagne
 Nesles-la-Montagne  es una población y comuna francesa, en la región de Picardía, departamento de Aisne, en el distrito y cantón de Château-Thierry.

## Demografía
| 284 | 299 | 306 | 304 | 391 | 377 | 421 | 456 | 438 | 413 | 448 | 409 | 432 | 386 | 408 | 402 | 409 | 428 | 433 | 437 | 378 | 460 | 416 | 397 | 421 | 388 | 457 | 511 | 530 | 883 | 928 | 1 073 | 1 175 |
| Para los censos de 1962 a 1999 la población legal corresponde a la población sin duplicidades (Fuente: INSEE [Consultar]) |     |     |     |     |     |     |     |     |     |     |     |     |     |     |     |     |     |     |     |     |     |     |     |     |     |     |     |     |     |     |       |       |